# Эстерман, Алоис
Алоис Эстерман (нем. Alois Estermann; 29 октября 1954 – 4 мая 1998) — тридцать первый командир папской швейцарской гвардии. Был убит в Ватикане всего через несколько часов после назначения.

## Биография
Родился 29 октября 1954 года в Гунцвиле (кантон Люцерн, Швейцария) в крестьянской семье. В Риме Алоис выучил четыре иностранных языка. Был женат на венесуэлке Глэдис Ромеро (итал. Gladys Meza Romero).
13 мая 1981 года, во время покушения на Иоанна Павла II на площади Святого Петра, гвардеец Эстерман был в числе первых, кто попытался заслонить собой понтифика.
4 мая 1998 года Эстерман был назначен на должность командующего швейцарской гвардии, сменив 30-го командира Роланда Бухса (итал. Roland Buchs-Binz). В тот же день вечером Эстерман с женой были найдены в своих апартаментах застреленными. На похоронах присутствовал сам Иоанн Павел II.

## Убийство Эстермана
4 мая 1998 года около 21 часа в апартаментах Эстермана были найдены три мёртвых тела. Первой была обнаружена жена Алоиса, получившая пулевое ранение. В гостиной были найдены тела самого Эстермана, получившего два ранения, и 23-летнего капрала гвардейцев Седрика Торнэя, рядом с телом которого было найдено ружьё, орудие убийства.
Найденное оружие дало основание предположить, что Торнэй застрелил командира и его жену, после чего покончил с собой. Мотивом было названо то, что капрал не обнаружил своего имени в списках представленных к награде. Церемония должна была пройти в Гвардейский день, 6 мая, в честь спасения гвардейцами папы Климента VII во время захвата и разграбления Рима войсками императора Священной Римской империи Карла V (6 мая 1527 года). А так как вычеркнуть его мог только командир, Седрик решил поквитаться с Эстерманом, всего несколькими часами ранее вступившим в должность.
Огнестрельное оружие у гвардейцев неоднократно изымалось, но затем снова возвращалось в арсенал. Последний раз хранение ружей в казармах было запрещено Вторым Ватиканским собором (1962—1965). Но после покушения на Иоанна Павла II 13 мая 1981 года доступ к оружию снова был упрощён.

## Версии
Существуют несколько версий убийства Эстермана, основными из которых являются.
- Тайный агент. Алоис Эстерман до падения Берлинской стены работал тайным агентом восточногерманской спецслужбы «Штази». Убийство было совершено из мести[1][3]. Согласно книге «L’Agent secret du Vatican» (2004 год) журналиста Виктора Гитара (итал. Victor Guitard), Маркус Вольф, руководитель внешней разведки ГДР в 1958—1986 годах, подтвердил, что Эстерман был агентом Штази с 1979 года[4][5]. По другим версиям, Эстерман, его жена и Торнэй были убиты кем-то четвёртым из-за того, что Алоис поддерживал польскую антикоммунистическую организацию «Солидарность»[5][6] или в результате противоборства Опус Деи и масонов[7].
- Эстерман был содомитом, который вначале развратил Торнэя, а затем заставил себя ревновать[1][3][8].
- По мнению главного экзорциста Святого престола Габриэле Аморта, убийство в Ватикане является кознями дьявола[9][10].

После девяти месяцев следствия судья ватиканского трибунала Джанлуиджи Мароне не нашёл подтверждения ни одному из вышеперечисленных предположений. Согласно официальной версии, причиной инцидента стал приступ безумия.